# .um
.um là tên miền Quốc gia cấp cao nhất (ccTLD) của Quần đảo nhỏ rìa Hoa Kỳ. Được quản lý bởi Nhà đăng ký Quần đảo nhỏ rìa Hoa Kỳ. Cho đến cuối năm 2006 nó được quản lý bởi Đại học Nam California Viện Khoa học Thông tin, nhà quản lý gốc .us, trước khi NeuStar nhận nhiệm vụ này. Nguyên thủy, nhà đăng ký chỉ có thể đăng ký tên miền cấp 3 hoặc cao hơn, nhưng vào tháng 4 năm 2002 tên miền cấp 2 cũng đã ra đời.
Trang nhà đăng ký.um Lưu trữ ngày 1 tháng 1 năm 2007 tại Wayback Machine hoạt động vào cuối tháng 4 năm 2007;tuy nhiên, thử tìm .um bằng Google chỉ cho ra 1 kết quả-chính là cơ quan đăng ký. Tuy nhiên truy cập vào cùng địa chỉ mà không có tên miền con WWW cho ra nó là một trang khác của ep.net Lưu trữ ngày 29 tháng 12 năm 2010 tại Wayback Machine
Có một địa chỉ email mà thông tin có thể được yêu cầu trên trang chủ của nhà đang ký, nhưng rõ ràng cơ quan đăng ký chỉ chấp nhận nộp đơn "có quan tâm" vào thời điểm này, do đó không có đăng ký nào ở tên miền này hiện nay.
Vào tháng 1 năm 2007, Công ty Internet để Gán tên và số hiệu có báo cáo đã loại bỏ tên miền.um ra khỏi danh sách tên miền chính để phản ứng lại việc tên miền không được sử dụng và mong muốn Đại học Nam California Viện Khoa học Thông tin phải từ bỏ trách nhiệm đối với tên miền.. Tuy nhiên,.um vẫn tồn tại trong DNS toàn cầu cho đến ngày 5 tháng 5 năm 2007.
Vì Đại học Nam California Viện Khoa học Thông tin đã từ bỏ nhiệm vụ cơ quan tên miền, vào năm 2006, Bill Manning đã quản lý nó.